# 郭廷以
郭廷以（1904年1月12日—1975年9月14日），字量宇，出生於河南舞陽，中国歷史學家，1949年前往台湾。他是中國近代史學及中國口述史學的開拓者之一，也是中央研究院近代史研究所的共同創建者，並曾獲選為中央研究院院士。

## 生平
郭廷以于1904年1月12日出生於河南省舞陽縣姜元店。1918年考入開封第二中學，五四前後加入“開封學生聯合會”，編輯學聯周刊。1920年初因為領導學潮，郭與曹聯亞，劉芸林等幾位同學轉學至南京高等師範附屬中學。1923年，保送進入國立東南大學歷史系。大學期間曾受業於徐經庶、柳詒、徐養秋、羅家倫等。郭廷以接受了柳詒徵「不要受胡適影響不看舊書」的規勸，但沒有走上正宗「南高派」的治史路徑。1924年加入中國國民黨。1927年畢業獲文學士學位，學業報告題目為《英國在遠東的發展》。經羅家倫介紹進入國民革命軍政治部工作，後轉入中央黨務學校編譯部。
1928年，羅家倫任清華校長也延攬郭廷以進入清華任職，這時他認識了同在歷史系共事的蔣廷黻。1930年他離開清華大學轉去河南大學、後又至政治大學任教。這段時間郭開始研究近代史，考察太平天國和清季歷史。1932年應羅家倫之邀執教於中央大學歷史系兼系主任職務。
在1949年12月前往臺灣任教於國立台灣師範大學(當時為台灣省立師範學院)史地系(後改為歷史系)，並曾任該校第2任文學院院長，又在1955年2月應中央研究院院長朱家驊邀請開始籌設中央研究院近代史研究所。1959年10月，時任文學院院長梁實秋請辭，郭起初不願接手，後在胡適，杜元載的勸說下接任。1965年，中央研究院近代史研究所成立，他隨後被聘任為該所所長；不久，因出外訪問與費正清等人往來而引來政治風波。
1968年，當選中央研究院院士。1969年9月，應夏威夷大學東西中心邀請前往講學。
1971年，因所撰寫的歷史研究文章，直言不諱，擔心遭國民黨政府政治迫害，放棄中央研究院近代史研究所所長一職；逃離台灣，其後長期滯留美國，並在艱困處境下努力研究撰述，完成《近代中國史綱》等大篇幅著作。
1975年9月14日，心臟病發逝世於紐約聖路加醫院。
中央研究院近代史研究所附設的郭廷以圖書館即以他命名。

## 著作
- 《郭廷以先生訪問紀錄》
- 《近代中國史》
- 《近代中國史綱》
- 《近代中國史事日誌》（清季）
- 《近代中國的變局》
- 《中華民國史事日誌》
- 《太平天國史事日誌》
- 《太平天國曆法考訂》
- 《臺灣史事概說》[1]

## 相關作品
- 《郭廷以先生門生故舊憶往錄》[4]

## 家人
知名華裔搖滾樂手/媒體人郭怡廣是他的孫子。

### 主要門生
- 張玉法
- 唐德剛
- 李守孔
- 王爾敏
- 劉鳳翰
- 李恩涵
- 李國祁
- 張朋園
- 陳三井
- 林明德[1]